# Sri-lankische Cricket-Nationalmannschaft in Bangladesch in der Saison 2021
Die Tour der sri-lankischen Cricket-Nationalmannschaft nach Bangladesch in der Saison 2021 fand vom 23. bis zum 28. Mai 2021 statt. Die internationale Cricket-Tour ist Bestandteil der Internationalen Cricket-Saison 2021 und umfasste drei ODIs. Die ODIs war Teil der ICC Cricket World Cup Super League 2020–2023. Bangladesch gewann die Serie 2–1.

## Vorgeschichte
Für beide Mannschaften war es die erste Tour der Saison. Das letzte Aufeinandertreffen der beiden Mannschaften bei einer Tour fand in der Saison 2019 in Sri Lanka statt.

## Stadien
Die folgenden Stadien wurden für die Tour als Austragungsort vorgesehen.
| Stadion                                | Stadt | Kapazität | Spiele      |
| -------------------------------------- | ----- | --------- | ----------- |
| Sher-e-Bangla National Cricket Stadium | Dhaka | 26.000    | 1. – 3. ODI |

## Kaderlisten
Sri Lanka benannte seinen Kader am 12. Mai 2021.
Bangladesch benannte seinen Kader am 20. Mai 2021.
| ODI | ODI |
| Bangladesch | Sri Lanka |
| --- | --- |
| - Tamim Iqbal (K) - Taskin Ahmed - Shakib Al Hasan - Litton Das - Mahedi Hasan - Mehidy Hasan Miraz - Afif Hossain - Mosaddek Hossain - Shoriful Islam - Mahmudullah - Mohammad Mithun - Mohammad Naim - Mushfiqur Rahim (wk) - Mustafizur Rahman - Mohammad Saifuddin - Soumya Sarkar | - Kusal Perera (K, wk) - Kusal Mendis (VK) - Ashen Bandara - Dushmantha Chameera - Akila Dananjaya - Dhananjaya de Silva - Niroshan Dickwella - Asitha Fernando - Binura Fernando - Shiran Fernando - Danushka Gunathilaka - Wanindu Hasaranga - Chamika Karunaratne - Ramesh Mendis - Pathum Nissanka - Lakshan Sandakan - Dasun Shanaka - Isuru Udana |

## Tour Matches
| 20. Mai | Savar | BCB Green 284-3 (45)         | – | BCB Red 288-5 (41) |
|         |       | BCB Red gewann mit 5 Wickets |   |                    |

| 21. Mai Scorecard | Savar | Sri Lanka Team B 284-5 (40)         | – | Sri Lanka Team A 282 (37.2) |
|                   |       | Sri Lanka Team B gewinnt mit 2 Runs |   |                             |

## One-Day Internationals

### Erstes ODI in Dhaka
| 23. Mai Scorecard | Dhaka | Bangladesch 257-6 (50)          | – | Sri Lanka 224 (48.1) |
|                   |       | Bangladesch gewinnt mit 33 Runs |   |                      |

Bangladesch gewann den Münzwurf und entschied sich als Schlagmannschaft beginnen. Als Spieler des Spiels wurde Mushfiqur Rahim ausgezeichnet.

### Zweites ODI in Dhaka
| 25. Mai Scorecard | Dhaka | Bangladesch 246 (48.1/40)                     | – | Sri Lanka 141-9 (40) |
|                   |       | Bangladesch gewinnt mit 103 Runs (D/L method) |   |                      |

Bangladesch gewann den Münzwurf und entschied sich als Schlagmannschaft beginnen. Als Spieler des Spiels wurde Mushfiqur Rahim ausgezeichnet.

### Drittes ODI in Dhaka
| 28. Mai Scorecard | Dhaka | Sri Lanka 286-6 (50)          | – | Bangladesch 189 (42.3) |
|                   |       | Sri Lanka gewinnt mit 97 Runs |   |                        |

Bangladesch gewann den Münzwurf und entschied sich als Schlagmannschaft beginnen. Als Spieler des Spiels wurde Dushmantha Chameera ausgezeichnet.

## Auszeichnungen

### Player of the Series
Als Player of the Series wurden der folgende Spieler ausgezeichnet.
| Serie | Player of the Series |
| ----- | -------------------- |
| ODI   | Mushfiqur Rahim      |

### Player of the Match
Als Player of the Match wurden die folgenden Spieler ausgezeichnet.
| Spiel  | Player of the Match |
| ------ | ------------------- |
| 1. ODI | Mushfiqur Rahim     |
| 2. ODI | Mushfiqur Rahim     |
| 3. ODI | Dushmantha Chameera |